# Mehinako

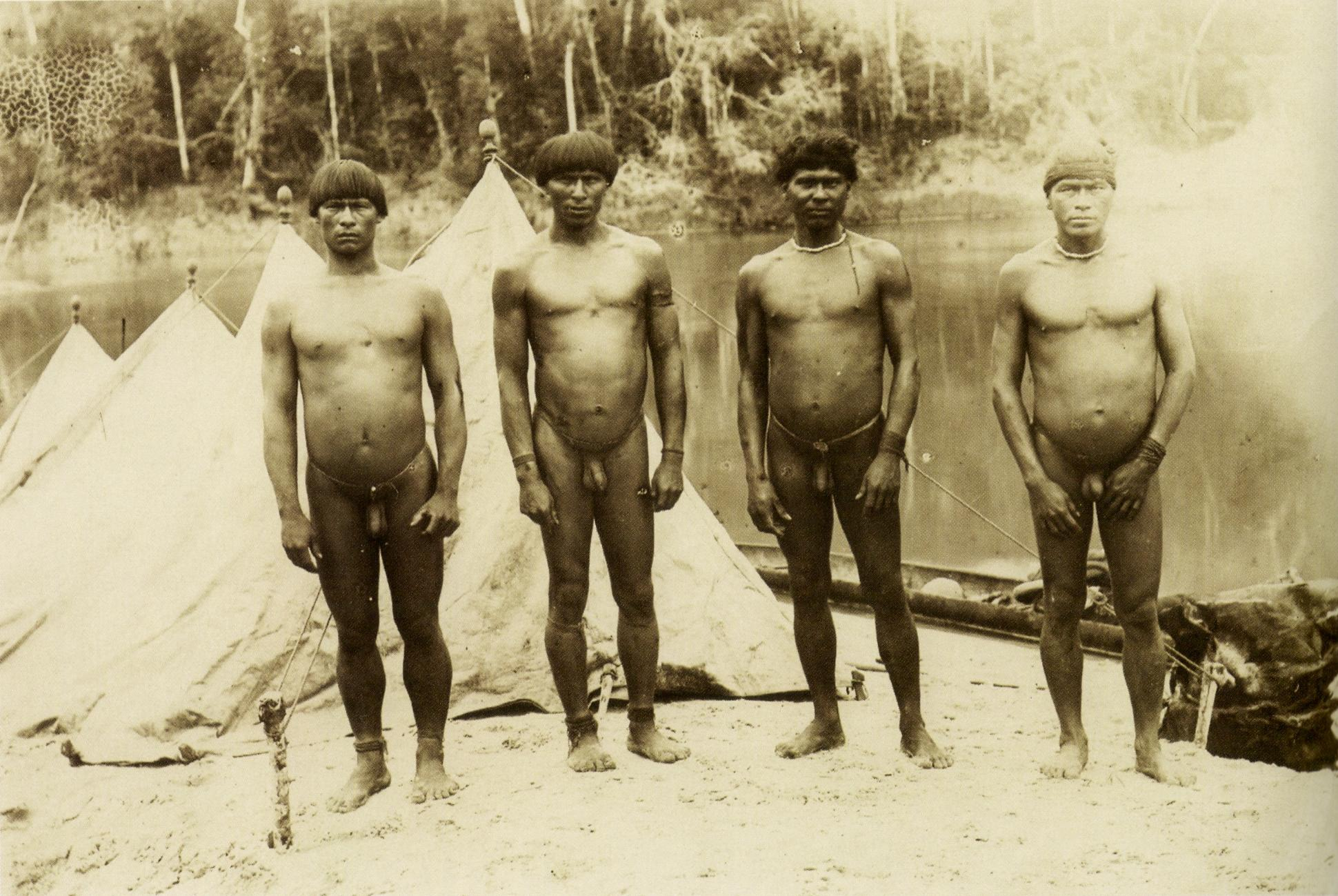
Mehinako

Les Mehinako sont un peuple du Haut-Xingu (région et système culturel), vivant dans le Parc Indigène du Xingu, État du Mato Grosso, au Brésil.
Dans la région du Xingu, leurs villages se situent versa les fleuves Tuatuari et Kurisevo. En 2014 ce peuple comptait 286 personnes (données siasi/sesai).

## Langue
Ils parlent une langue de la famille linguistique arawak.